# Stuartia
Stuartia (eller Stewartia) er en lille slægt med 8 arter, hvoraf de seks findes i Østasien og de to sidste i Nordamerika. Det er løvfældende buske eller små træer. Én art er dog stedsegrøn (Stuartia pteropetiolata). Planterne har uregelmæssig vækst og krogede grene. Barken er meget karakteristisk, da den skaller af i urelmæssige flager, så stammer og ældre grene fremtræder i et plettet mønster af lysegult, orange, rødbrunt og gråbrunt. Bladene er spredtstillede og hele med savtakket rand. Overfladen er ofte blank. Blomsterne er store og regelmæssige med talrige støvdragere. Frugten er en tør, femrummet kapsel med op til 20 frø.
Arterne er alle tilpasset surbundsforhold, og de vokser dårligt på kalkrig, tung jord. De har desuden et stort vandbehov og tåler ikke udtørring.
Her omtales kun den ene art, som dyrkes i Danmark.
| Arter |

- Japansk stuartia (Stuartia pseudocamellia)

## Note
1. ↑  Der er åbenbart vild forvirring over stavemåden for denne slægts navn. Angiosperm Phylogeny Group bruger begge navne i artiklen om familien Theaceae. Her respekteres det synspunkt, at "Stewartia" beror på en skrivefejl.